# Нора Фатегі
Нора Фатегі (гінді नोरा फतेही, англ. Nora Fatehi; нар. 6 лютого 1992, Торонто, Онтаріо, Канада) — канадська кіноакторка, танцюристка та модель мароккансько-індійського походження. Кар'єру в Боллівуді почала у 2014 році. Відома своїми танцювальними номерами у фільмах: «Вибуховий характер» (2015), «Містер Ікс» (2015) та «Багубалі: Початок» (2015).

## Життєпис
Нора Фатегі народилася на світ 6 лютого 1992 року в Торонто, Канада, у марокансько-індійській сім'ї. Батьки емігрували у Канаду з Марокко, хоча її мати родом з Пенджабу, Індія. Завдяки цьому Фатегі вільно володіє англійською, французькою, арабською та гінді. Нора Фатегі займалася танцями та бойовими мистецтвами. З дитинства обожнювала індійські фільми та мріяла стати акторкою. Після навчання вирушила в Марокко, де розпочала модельну кар'єру.
У 2013 році Нора Фатегі приїхала в Мумбаї працювати моделлю. Згодом на неї звертати увагу та запропонували зніматися у кіно. 
Акторську кар'єру розпочала в 2014 році другорядною роллю в пригодницькому бойовику «Рик: Сундарбанські тигри». Потім її запросили виконати танцювальний номер у бойовику «Містер Ікс» (2015).

## Фільмографія
| Рік  |   | Українська назва         | Оригінальна назва              | Роль                                    |
| ---- | - | ------------------------ | ------------------------------ | --------------------------------------- |
| 2014 | ф | Рик: Сундарбанські тигри | Roar: Tigers of the Sundarbans | CJ                                      |
| 2015 | ф | Містер Ікс               | Mr. X                          | танцівниця у пісні                      |
| 2015 | ф | Удар 2                   | Kick 2                         | танцюристка у пісні «Kiruku Kick»       |
| 2015 | ф | Вибуховий характер       | Temper                         | Іттаж Речічідама                        |
| 2015 | ф | Божевільна сім'я Куккад  | Crazy Cukkad Family            | Емі                                     |
| 2015 | ф | Багубалі: Початок        | Baahubali: The Beginning       | танцюристка у пісні «Manohari»          |
| 2015 | ф | Шер                      | Sher                           | танцюристка у пісні                     |
| 2016 | ф | Красунчик Рокі           | Rocky Handsome                 | танцюристка у пісні «Rock Tha Party»    |
| 2016 | ф | Дихання                  | Oopiri                         | танцюристка у пісні «Door Number Okati» |